# Bartolomej Stanković
Bartolomej Stanković (Zenica, 1. ožujka 1988.), bosanskohercegovački pijanist i glazbeni pedagog.  

## Životopis

### Školovanje
Klavir je započeo učiti 1997. godine u klasi prof. Bahrije Šabanović u Školi za osnovno muzičko obrazovanje "Avdo Smailović" u Visokom. Nastupao je na koncertima škole i osvojio dvije treće nagrade na Federalnim takmičenjima u Mostaru i Bihaću. U Sarajevu je pohađao i 2006. godine završio Srednju muzičku školu u klasi prof. Angeline Bojović-Pap. Tijekom srednje škole osvojio je niz nagrada kao što su: prva nagrada na Festivalu muzike F. Chopina (Tuzla 2004.); specijalna nagrada na Federalnom takmičenju (Tuzla 2005.) i prva nagrada u kategoriji klavirski duo na Federalnom takmičenju 2006. Godine 2011. magistrirao je klavir u klasi prof. em. Pavice Gvozdić na Muzičkoj akademiji u Zagrebu te nastavio postdiplomski studij na pijanističkoj akademiji "Steinway" u Veroni u klasi Federica Gianella, kod kojega je 2012. uspješno završio pijanistički master studij.
Na Muzičkoj akademiji u Zagrebu redovito je sudjelovao kao student demonstrator, te je održavao predavanja na kolegijima Glazbeni oblici, Povijest glazbe, Klavirska literatura i Analiza interpretacija, a 2007. i 2011. godine održao je predavanje i na zagrebačkom Fakultetu za elektrotehniku i računarstvo predstavivši studentima i profesorima tog fakulteta spoj glazbe i akustike: "KLAVIR – kroz historiju i građu", projekt za koji je 2011. dobio Rektorovu nagradu Sveučilišta u Zagrebu. Osim u Zagrebu, projekt je predstavljen i u Visokom, Zenici, Banjoj Luci i Sarajevu. Sudjelovao je u organizaciji koncerata ciklusa Virtuoso. U 2010/2011. sezoni bio je umjetnički voditelj Udruge "Tilia" u Lipiku. Više puta je nastupio na koncertima ciklusa Virtuoso i koncertima zaklade Musik & Jugend iz Lihtenštajna u Zagrebu i drugim gradovima Hrvatske, Slovenije, BiH i Italije. U travnju 2012. godine za vrijeme studija na akademiji "Steinway" osvojio je drugu nagradu na Međunarodnom natjecanju "Premio Salieri" u Legnagu, rodnom gradu slavnoga talijanskoga skladatelja Antonija Salierija. Usavršavao se na seminarima kod eminentnih klavirskih pedagoga kao što su Andrej Pisarev, Grigory Gruzman, Naum Grubert, Peter Eicher, Jan Jiracek von Armin, Arsen Čarkić, Jelena Pavić, Gregor Vidović i Andrea Dindo.

### Pijanistička karijera
Bartolomej Stanković održao je solističke recitale u Italiji (Verona, Negrar, Malcesine), Hrvatskoj (Zagreb, Velika Gorica, Slavonski Brod, Pakrac, Lipik, Novalja, Opatija, Slatina i Samobor) te u Bosni i Hercegovini (Sarajevo, Visoko, Kiseljak, Zenica). Svirao na festivalima Samoborska Glazbena Jesen, Dani Milka Kelemena u Slatini, Novaljsko Glazbeno ljeto, Visočko ljeto i dr., a u lipnju 2010. godine nastupio je u Dubrovniku kao solist uz Dubrovački simfonijski orkestar pod ravnanjem Ildousa Galioullinea izvodeći popularni Prvi klavirski koncert u b-molu op. 23 Petra Iljiča Čajkovskog.
U akademskoj 2010./2011. godini nastupao je nekoliko puta na koncertima HRProjekta – promocije suvremenih hrvatskih skladatelja pod vodstvom prof. Katarine Krpan, uključujući i koncert kod tadašnjeg predsjednika dr.sci. Ive Josipovića.  U 2012./2013. organizirao je tematske koncerte "Muzičko putovanje kroz stilske epohe", "Debussy u Visokom" i "Veličanstveni Bach" koji su izazvali veliki interes javnosti u Visokom, Kiseljaku i Sarajevu. U travnju 2013. godine predstavljao je Bosnu i Hercegovinu izvodeći skladbu Metamorfoze Avde Smailovića na 27. Muzičkom biennalu u Zagrebu, u sklopu projekta EU Inside – Outside.  U veljači 2014. godine održao je KONCERT sarajevski debut u prepunoj dvorani Doma Oružanih snaga u Sarajevu s djelima Neurosis Krešimira Seletkovića, Sonatom u h-molu Franza Liszta, Toccatom Samira Fejzića i Slike s izložbe Modesta Petroviča Musorgskog u organizaciji sarajevske Matice hrvatske.
Nakon debitantskog koncerta u Sarajevu, u sklopu manifestacije Dani Matice hrvatske u Sarajevu 2014., održao je koncert "Balade i Sonate" na kojem je pored djela Wolfganga Amadeusa Mozarta, Frédérica Chopina, Franza Liszta i Sergeja Prokofjeva izveo i Baladu hrvatskog skladatelja Blagoja Berse te Sonatu čuvenog bosanskohercegovačkog skladatelja Asima Horozića.

### Tematski koncerti i prezentacije
Nakon održanih koncerata posvećenih Bachu, Debussyju te koncertima naslovljenim kao "Putovanje kroz muzičke epohe", u povodu Bachovog 329. rođendana održao je u Visokom koncert pod nazivom "Priče o Bachovim invencijama i fugama" spojivši cikličnu izvedbu Bachovih 15 Dvoglasnih invencija s prikazima iz Bachova života.
Nakon osvojene Rektorove nagrade Sveučilišta u Zagrebu za projekt "Klavir – kroz historiju i građu" isti je prezentiran u Zenici (Srednja muzička škola) i Banjoj Luci (Banski dvor), a zatim i u Sarajevu (Franjevačka teologija Sarajevo, studeni 2013. i Domu Oružanih snaga, studeni 2014.). Posebno je zanimanje izazvalo gostovanje projekta u sklopu festivala VaClaF 2014. u Varešu.

## Vanjske poveznice
- Službene stranice Bartolomeja Stankovića (boš.)
- www.magazinplus.eu – Bartolomej Stanković: "Kod kuće je najljepše." (intervju; objavljeno 1. veljače 2014.) (boš.)
- ViPromo.ba – Dino Bajramović: »Bartolomejska moć – Sasvim običan viso(č)ki pijanista«  Arhivirana inačica izvorne stranice od 18. svibnja 2015. (Wayback Machine) (intervju; objavljeno 24. ožujka 2014.) (boš.)
- www.ban.ba - Intervju Bartolomej Stanković: Sve što želimo možemo dobiti, ali se moramo potruditi i željeti to srcem  Arhivirana inačica izvorne stranice od 18. svibnja 2015. (Wayback Machine) (intervju; objavljeno 22. ožujka 2014.) (boš.)